# Коган Євген Ісакович
Коган Євген Ісакович (нар. 17 червня 1906, Зіньків Полтавської губернії — пом. 25 березня 1983, Москва) — художник-графік, майстер книжкової мініатюри. Спеціалізувався на екслібрисі (ксилографія, ліногравюра) і станковій графіці (цикли пейзажів, монотипія).

## Життя і творчість
Походив з громади зіньківських євреїв.
Навчався у Вищому художньо-технічному інституті (1927—1930), Московському поліграфічному інституті (1930—1931). Дипломна робота — типове оформлення масової книги.

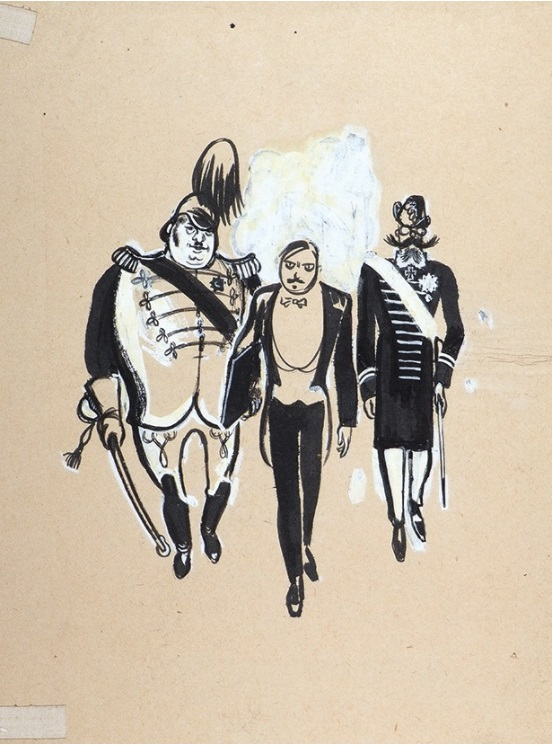
Ілюстрація Когана до книги Бертольда Брехта. 1935 рік

Проживав у Мінську (початок 1920-х), Москві (з 1930 року). До війни працював переважно в області книжкової графіки; майстер книжкового ансамблю (особливо виразні палітурки). Співпрацював у Держвидаві, видавництві «Детгиз», видавництвах «Книга», «Іноземна література» та інших.
З початку 1930-х оформляв журнали: «На книжковому фронті», «Крокодил», «30 днів», «Поліграфічне виробництво».

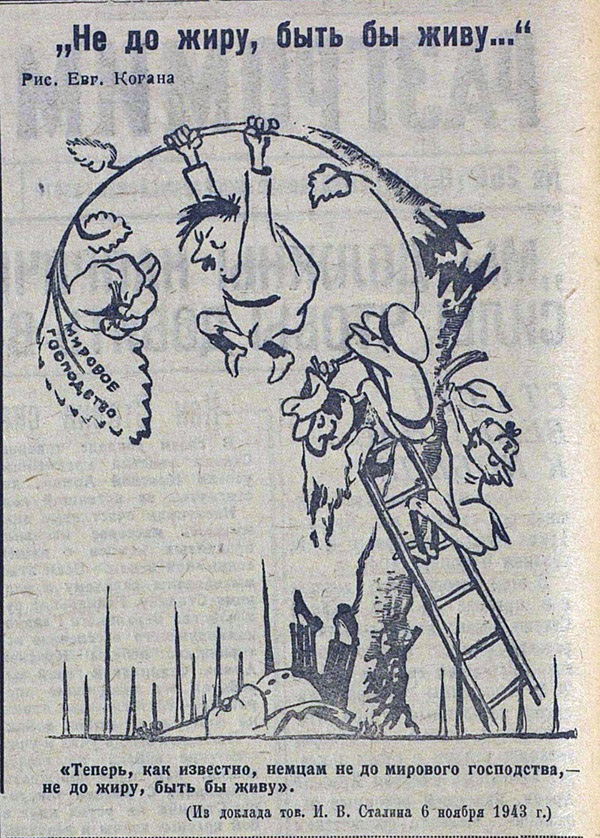
Одна з фронтових газетних ілюстрацій Є. Когана

У вересні 1941 року призваний до лав Червоної Армії. Воював у складі 50-ї армії Західного фронту. Старший лейтенант адміністративної служби. Художник армійської газети «Розгромимо ворога» (1941—1945), брав участь у випуску листівок і плакатів, робив фронтові замальовки. У фронтових умовах зображення доводилося витравлювати на лінолеумі, що значно спрощувало процес друку і кумедні зображення в газеті з'являлися майже щоденно.
Оформив книги багатьох відомих авторів — Ю. І. Яновського, Дж. Голсуорсі, Р. Роллана, Г. Манна, О. М. Толстого, О. М. Горького, О. С. Пушкіна, А. фон Гумбольдта, В. В. Маяковського, О. О. Фадєєва, Л.Е. Разгона та багатьох інших. Були оформлені, але не видані книги: «Фархад і Ширін» А. Навої (1940), «Дон Кіхот» М. Сервантеса (1950), «Помилка Оноре де Бальзака» Н. С. Рибака (1957). Розробив ряд шрифтів, зокрема «Ініціальний», «Титульний», «Плакатний».
Експонувався на виставках: художників книги (1951, 1952 1953 1955, 1957 1959), книги і книжкової графіки художників «Детгиза» (1951), виставці до 1-го Всесоюзного з'їзду радянських художників (1957), «Московські художники фронтовій пресі» (1966), «Художники Москви — 50-річчю Жовтня» (1967), шрифту і орнаменту московських художників (1973, 1978) в Москві, Ленінграді та інших. Твори експонувалися на багатьох зарубіжних виставках: Всесвітніх в Парижі (1937) і Нью-Йорку (1939), виставках в Брно (1964), Міжнародній виставці мистецтва книги в Лейпцигу (1965) та інших. Провів персональну виставку в Москві (1968).

## Відзнаки

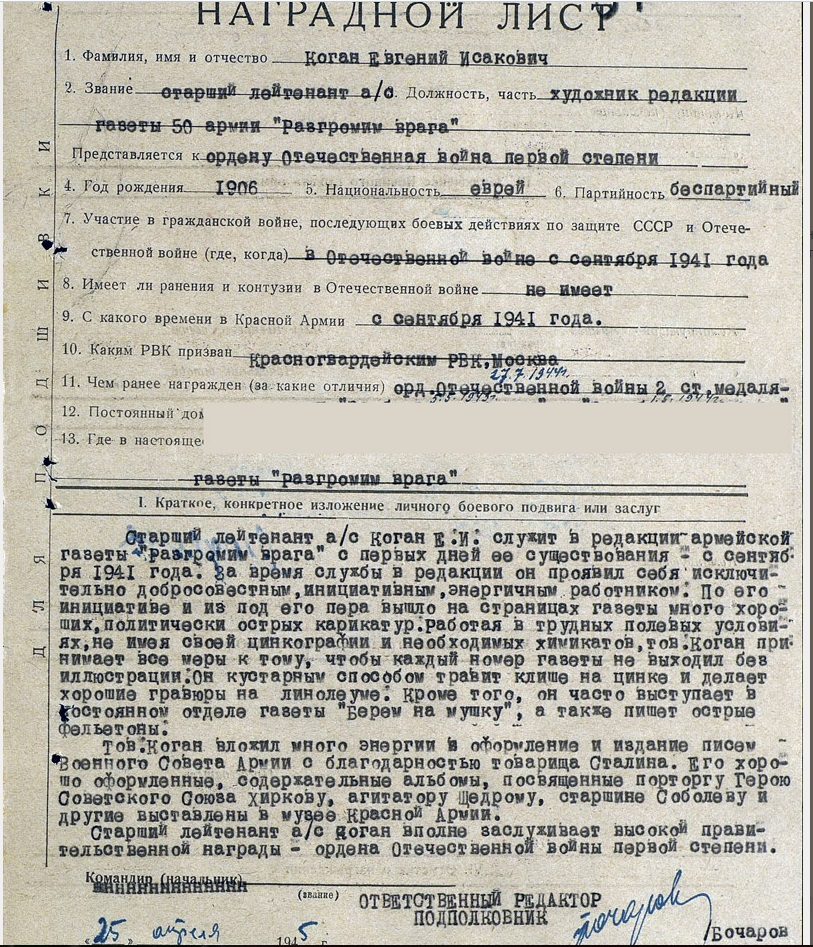
Нагородний лист

### Військові нагороди[1]
- Орден Вітчизняної війни ІІ ступеня
- Орден Вітчизняної війни І ступеня
- Орден «Червона зірка»
- Медаль «За бойові заслуги»

### Інші нагороди
- диплом Всесоюзного конкурсу «Кращі книги 1959 року» за книгу «Картини природи» А. фон Гумбольдта (1959)
- бронзова медаль на Міжнародній виставці мистецтва книги в Лейпцигу 1959 році за книгу «Добре!» В. В. Маяковського (1959)
- диплом Всесоюзного конкурсу «Кращі книги 1960 року» за книгу «Будиночок в Шушенському» С.П. Щипачова (1960)
- заохочувальний диплом Всесоюзного конкурсу «Кращі видання 1969—1970 років» за збірник «Рядки, здобуті в боях» (1969),
- третя премія на Міжнародному конкурсі шрифтів в Дрездені за шрифт «Акцидентний» (1971).

## Статті Євгена Когана
1. Коган Е. И. Д. И. Митрохин — мастер гравюры и графики // Московский художник. — 1958. — № 71.
2. Коган Е. И. Неотложные нужды искусства книги // Полиграфическое производство. — 1960. — № 6.
3. Коган Е. И. Мастер книжного искусства [С. Б. Телингатер] // Московский художник. — 1973. — 16 мая.

та інші.